# Oblężenie Sarajewa
Oblężenie Sarajewa – trwające od 5 kwietnia 1992 do 29 lutego 1996 oblężenie przez siły Republiki Serbskiej oraz Jugosłowiańską Armię Ludową stolicy Bośni i Hercegowiny – Sarajewa. Wydarzenie to uważane jest za najdłuższe i najbardziej krwawe oblężenie w historii Europy po II wojnie światowej.
Na początku marca 1992 w Bośni i Hercegowinie odbyło się referendum, w którym głosujący niemalże jednogłośnie (tj. 99,7% przy frekwencji wynoszącej 64%) opowiedzieli się za stworzeniem nowego państwa i odłączeniem się od Jugosławii. Referendum było jednakże niezgodne z ówczesną konstytucją Federalnej Republiki Jugosławii; ponadto głosowanie zostało zbojkotowane przez Serbów, stanowiących 33% ludności Bośni i Hercegowiny. 5 kwietnia 1992 roku Bośnia i Hercegowina ogłosiła niepodległość, która szybko została uznana przez wspólnotę międzynarodową. Po tych wydarzeniach góry otaczające Sarajewo zostały opanowane przez wojska serbskie liczące 18 tys. żołnierzy. Armia ta dysponowała czołgami, moździerzami, karabinami maszynowymi, wyrzutniami rakiet oraz karabinami snajperskimi. 2 maja 1992 roku Serbowie całkowicie zablokowali miasto. Bośniackie siły liczyły około 40 tys. żołnierzy, jednak były słabo wyposażone i nie zdołały przełamać oblężenia.
Po wojnie Międzynarodowy Trybunał Karny dla byłej Jugosławii skazał dwóch serbskich generałów za liczne zbrodnie przeciwko ludzkości popełnione podczas oblężenia miasta. Stanislav Galić został skazany na dożywocie, a Dragomir Milošević (zbieżność nazwisk ze Slobodanem Miloševiciem jest przypadkowa) na 33 lata pozbawienia wolności. W akcie oskarżenia stwierdzono między innymi:

Oblężenie Sarajewa, jak powszechnie nazywa się to wydarzenie, był to taki epizod w konflikcie na terenie byłej Jugosławii, że trzeba wrócić aż do II wojny światowej, aby znaleźć odpowiednik tych wydarzeń w historii Europy. (...) W okresie objętym aktem oskarżenia w Sarajewie nigdzie nie było bezpiecznie: ani w domu, ani w szkole, ani w szpitalu.

## Początek oblężenia
Po ogłoszeniu deklaracji niepodległości przez Bośnię i Hercegowinę, co nastąpiło 3 marca 1992 roku, sporadycznie dochodziło do walk pomiędzy Serbami i siłami rządowymi. Trwało to do uznania Bośni i Hercegowiny jako suwerennego państwa.
5 kwietnia paramilitarne oddziały serbskich policjantów zaatakowały posterunki policji, a następnie bośniackie Ministerstwo Spraw Wewnętrznych. W ataku tym zginęło dwóch oficerów i cywil. Serbska artyleria rozpoczęła ostrzał ludności cywilnej. Następnego dnia władze Bośni i Hercegowiny ogłosiły stan wyjątkowy. Ataki powtarzały się. Na znak protestu przeciw wydarzeniom w kraju, 6 kwietnia w Sarajewie, odbył się marsz pokoju, w którym wzięło udział od 50 tys. do 100 tys. Bośniaków ze wszystkich grup etnicznych. Z budynku hotelu Holiday Inn, który znajdował się pod kontrolą Demokratycznej Partii Serbii, snajper otworzył ogień do tłumu, zabijając 6 osób. Wśród zabitych znalazły się dwie kobiety: Suada Dilberović i Olga Sučić. Stały one w pierwszych rzędach protestujących, którzy znajdowali się wówczas na moście Vrbanja. Kobiety te zostały uznane pierwszymi śmiertelnymi ofiarami oblężenia, a ich imieniem nazwano most, na którym zginęły.
6 kwietnia dwunastu ministrów spraw zagranicznych krajów ówczesnej Europejskiej Wspólnoty Gospodarczej ogłosiło, że ich kraje uznały niepodległość Bośni i Hercegowiny. Dzień później – 7 kwietnia – ten sam krok uczyniły Stany Zjednoczone.
Krótko po uznaniu suwerenności Bośni i Hercegowiny wybuchły konflikty zbrojne. Jugosłowiańska Armia Ludowa zaatakowała budynki rządowe oraz zajezdnię tramwajową. Na terenie Starego Miasta trwały walki z użyciem moździerzy, artylerii oraz doszło do pożaru cysterny. Następnym etapem było przejęcie kontroli nad międzynarodowym portem lotniczym. Ówczesny bośniacki rząd liczył na szybką reakcję społeczności międzynarodowej i rozmieszczenie w kraju sił pokojowych. Nie udało się dokonać tego na tyle szybko, aby zapobiec eskalacji konfliktu i wybuchowi wojny na terenie całego kraju.
Serbowie oraz siły Jugosłowiańskiej Armii Ludowej rozpoczęły przejmowanie kontroli nad dużymi obszarami terytorium Bośni. Rozpoczęto ataki na ludność cywilną pochodzenia bośniackiego we wschodnich regionach kraju. Wojsko serbskie, policja oraz siły paramilitarne atakowały miasta i wsie. Były wspomagane przez mieszkających tam Serbów. Domy i mieszkania Bośniaków były systematycznie plądrowane i palone, a ludność bita i mordowana. Oddzielono mężczyzn od kobiet. Wielu obywateli zostało wywiezionych do obozów jenieckich. Kobiety osadzano w oddzielnych aresztach (w bardzo niehigienicznych warunkach), były też gwałcone. Ocaleni zeznawali później, że serbscy żołnierze oraz policja wybierali jedną lub więcej kobiet, by następnie je gwałcić. Rozpoczęły się także czystki etniczne skierowane przeciwko muzułmanom i Chorwatom.
22 kwietnia zaprzestano ostrzału w okolicach budynku parlamentu, który pochodził z hotelu Holiday Inn. Pod koniec miesiąca forma oblężenia miasta była już ustalona.

## Pierwsze walki o miasto

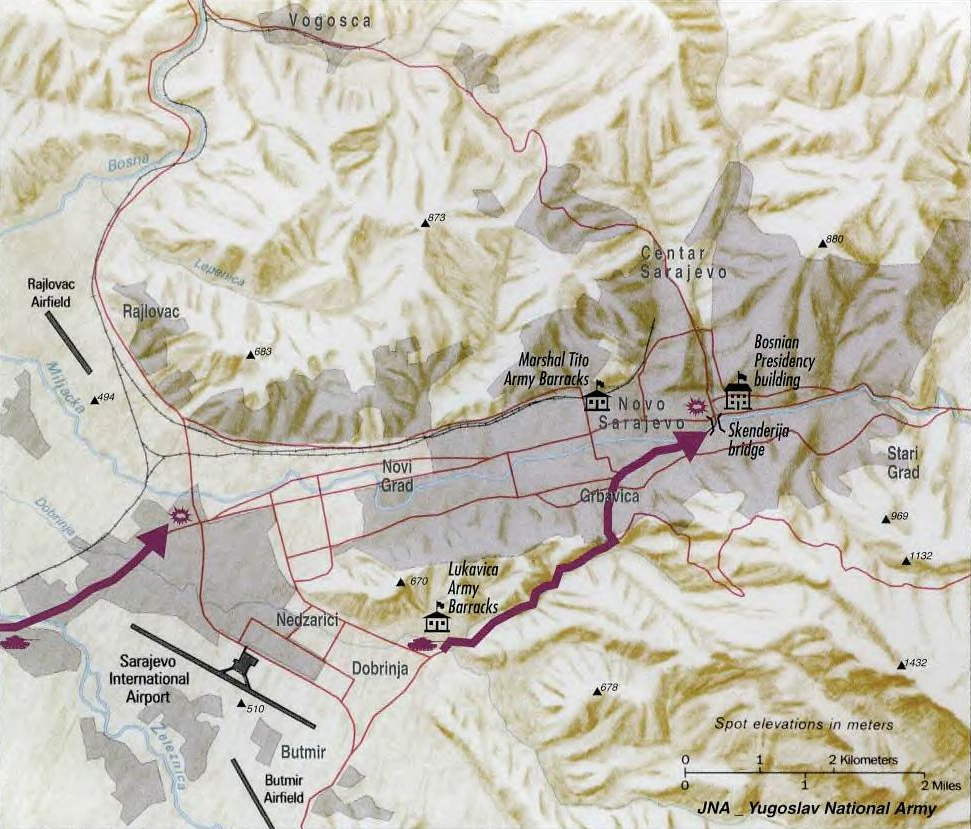
Atak Serbów na miasto, 2 maja 1992

W miesiącach poprzedzających wojnę siły Jugosłowiańskiej Armii Ludowej zaczęły mobilizować wojska na wzgórzach w rejonie Sarajewa. Właśnie wtedy wybrano stanowiska, które okazały się kluczowe w okresie oblężenia. W kwietniu 1992 roku prezydent Bośni i Hercegowiny Alija Izetbegović zażądał, aby władze Jugosławii usunęły te siły. Slobodan Milošević zgodził się tylko na wycofanie części wojsk. Siły Serbów Bośniackich, będące dotąd pod dowództwem Jugosłowiańskiej Armii Ludowej, zostały przeniesione do armii Serbów Bośniackich, którymi dowodził Ratko Mladić. Armia ta zerwała układ lojalności wobec Bośni kilka dni po odłączeniu się jej od Jugosławii.
2 maja 1992 siły bośniackich Serbów całkowicie zablokowały Sarajewo. Zablokowane zostały główne drogi dojazdowe. Miasto zostało odcięte od dostaw żywności oraz leków, a także wody, energii elektrycznej i ogrzewania. Mimo wszystko Serbom nie udało się zdobyć stolicy, w związku z czym skoncentrowali się na bombardowaniu miasta i wzmocnieniu swoich pozycji na okolicznych wzgórzach.

## Oblężenie miasta

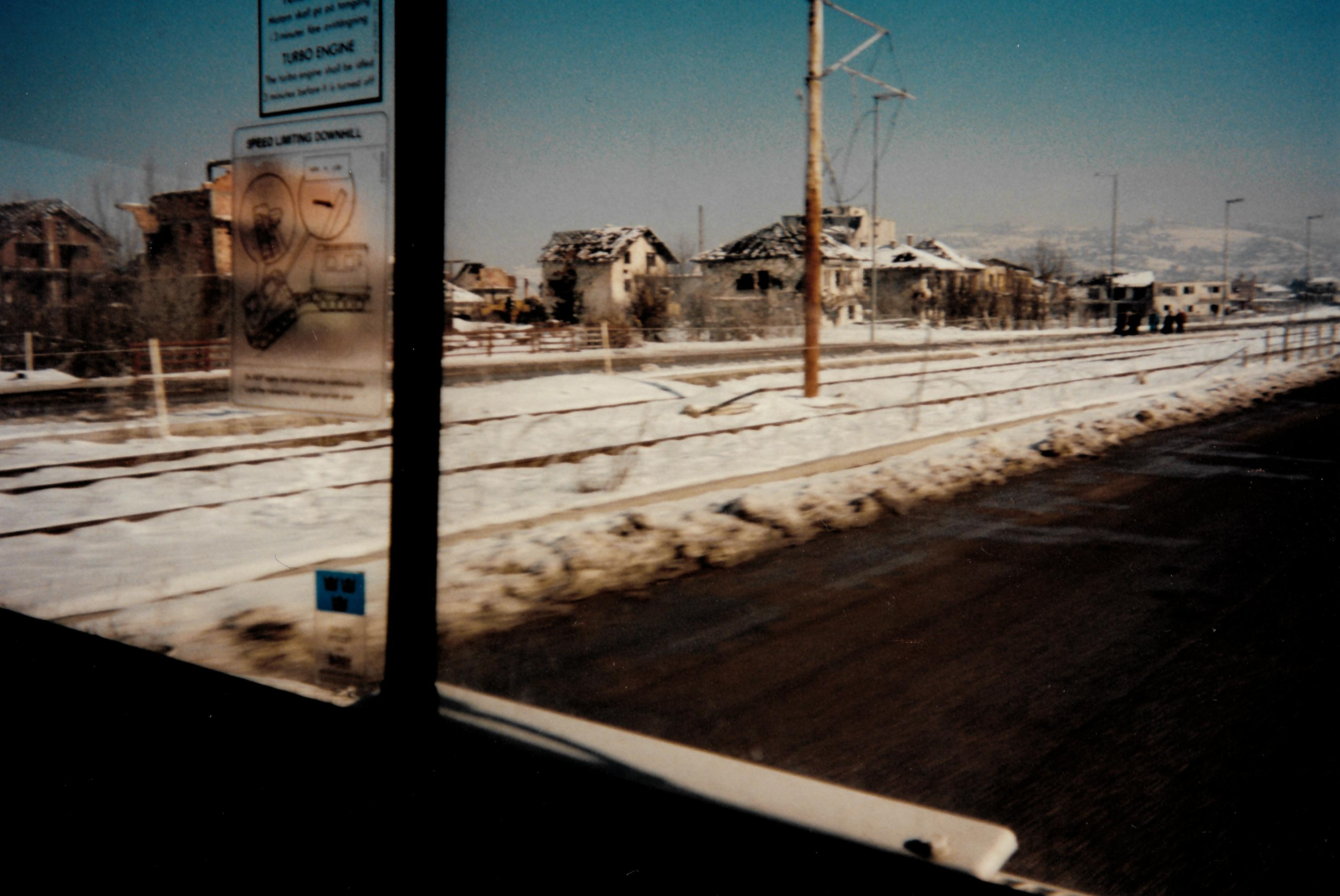
Aleja Snajperów w 1996 roku

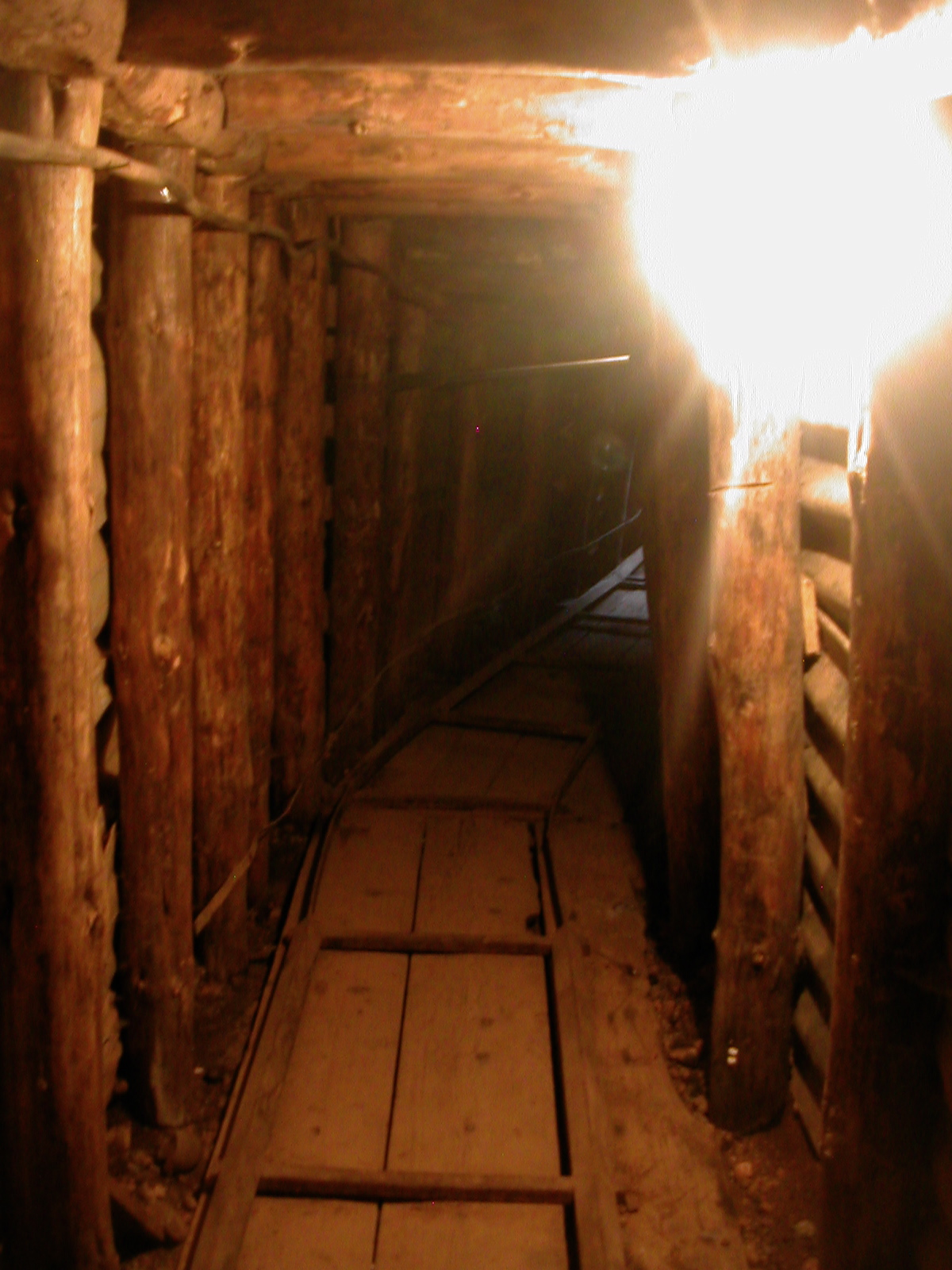
Wnętrze tunelu pod lotniskiem

W drugiej połowie 1992 i w pierwszej roku 1993 oblężeniu miasta towarzyszyły ciężkie walki. Dzięki zaangażowanej postawie obrońców główne siły serbskie nie zdołały wedrzeć się do miasta, w centrum Sarajewa Serbowie kontrolowali jednak wiele strategicznych punktów obsadzonych przez snajperów. Na ulicach pojawiły się znaki o treści „Pazi – Snajper!” („Uwaga, snajper!”). Jednym z najniebezpieczniejszych miejsc w mieście była ciągnąca się przez Sarajewo tzw. Aleja Snajperów – obecnie ciąg ten nazywa się Bulwarem Meša Selimović oraz – bliżej śródmieścia – Zmaja od Bosne. Symbolem cierpienia miasta stała się para Admira Ismić i Boško Brkić, która została zabita przez snajpera podczas próby przekroczenia alei.
Przygotowywano ofensywę serbską, która miała umożliwić przejęcie niektórych dzielnic miasta, szczególnie położonej na wschód od centrum gminy Novo Sarajevo. Aby odciążyć obrońców, pod koniec czerwca 1992 lotnisko w Sarajewie zostało otwarte dla sił powietrznych Organizacji Narodów Zjednoczonych. 29 czerwca na lotnisku wciągnięto na maszt flagę ONZ.
W porównaniu z wojskami, które oblegały miasto, siły rządowe były bardzo słabo uzbrojone. Popularny stał się szmugiel. W połowie 1993 roku otwarto 800-metrowy tunel pod lotniskiem, który był jedyną drogą łączącą oblężone miasto z wolną częścią kraju, zamieszkaną przez Bośniaków. Dzięki tej budowli można było ominąć międzynarodowe embargo na dostawy broni (stosowane było ono wobec wszystkich stron konfliktu, w tym obrońców Sarajewa). Od czerwca 1992 istniał most powietrzny prowadzący do lotniska w Sarajewie, znajdujący się pod kontrolą jednostek UNPROFOR.
Raporty wykazały, że średnio w ciągu doby miasto ostrzeliwane było 329 razy – najwięcej 22 lipca 1993: 3777 razy. Ostrzały te dokonały poważnych zniszczeń w stolicy Bośni, uszkadzając też budynki cywilne i kulturalne. Według raportów, do września 1993, niemal wszystkie budynki w Sarajewie w pewnym stopniu poniosły szkody, a 35 tys. obiektów zostało całkowicie zniszczonych. Wśród tych budowli były szpitale, budynki prasy, radia i telewizji, obiekty przemysłowe, budynki rządowe, wojskowe oraz należące do ONZ. Spłonęła także Biblioteka Narodowa, w której znajdowało się wiele tysięcy unikatowych druków.

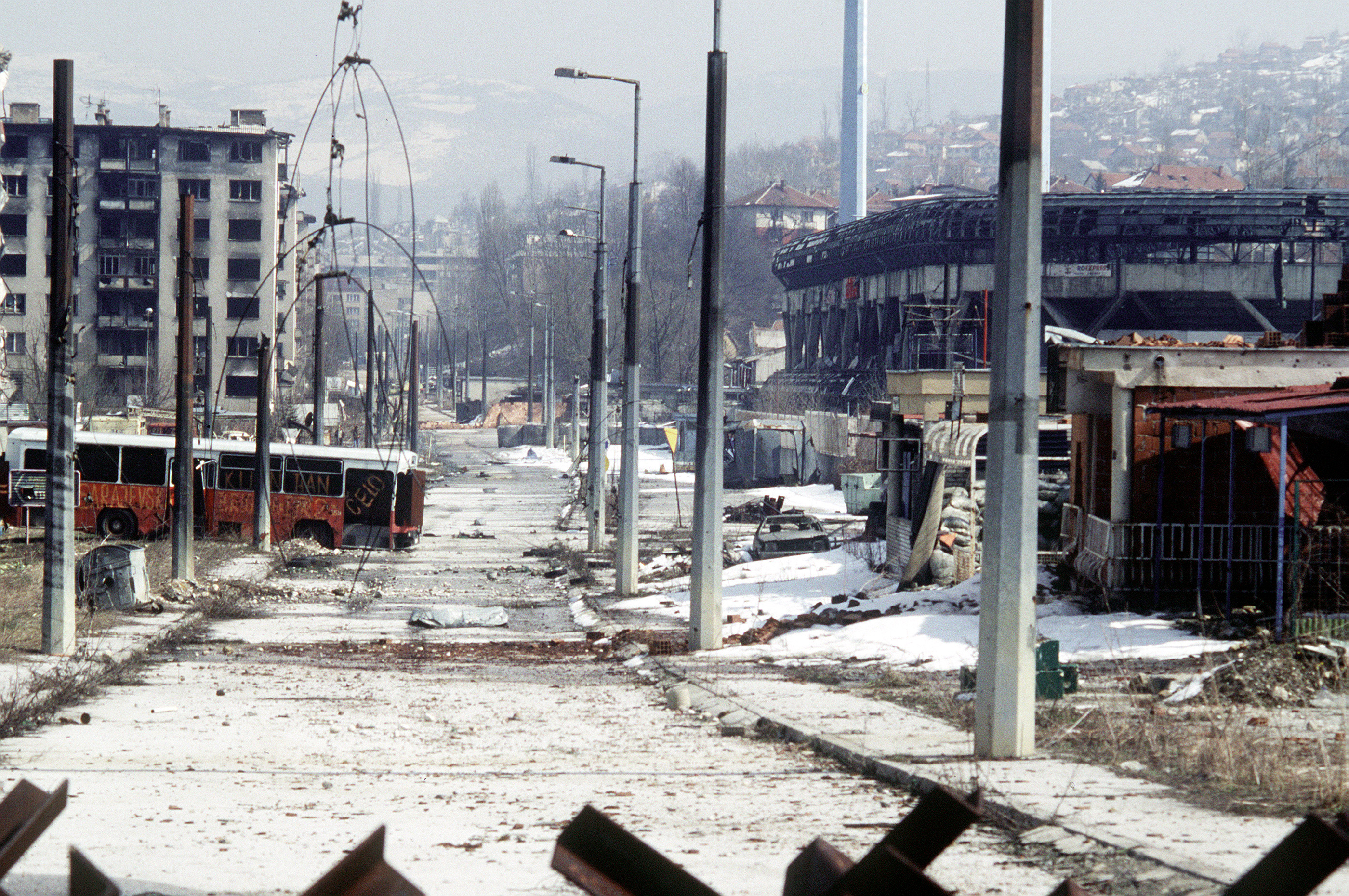
Centrum Sarajewa w marcu 1996 roku

Na skutek ostrzału wielu cywilów straciło życie. 27 maja 1992 18 osób zginęło, stojąc w kolejce po chleb (istnieją wątpliwości, która ze stron konfliktu dokonała ostrzału). 1 czerwca 1993 zginęło 15 osób, a 80 zostało rannych w ataku przeprowadzonym podczas meczu piłkarskiego. 12 lipca w tym samym roku śmierć poniosło 12 osób czekających na wodę. Największą tragedią była masakra na rynku Markale 5 lutego 1994 roku – zginęło wówczas 68 cywilów, a ponad 190 osób odniosło obrażenia. Skala ofiar cywilnych była tak duża, że placówki medyczne były przeciążone. Niewielu rannych skorzystało z programów ewakuacji medycznej, takich jak operacja „Irma” w 1993 roku.
W ocenie części wojskowych z jednostek ONZ przynajmniej część przypadków, w których jednostki serbskie ostrzelały cele cywilne, była sprowokowana przez wojska bośniackie, które sytuowały swoje stanowiska na terenie tychże obiektów, ostrzeliwały pozycje serbskie, po czym wycofywały się. W sierpniu 1995 potwierdzono również, iż z jednego z bośniackich budynków rządowych muzułmańscy snajperzy strzelali do Bośniaków.
W odpowiedzi na masakrę na rynku Markale, ONZ wydała ultimatum i podała termin wycofania sił serbskich z ciężkim sprzętem z rejonu placu. Kilka dni później Radovan Karadžić zgodził się przyjąć warunki międzynarodowe, pod warunkiem dołączenia do sił ONZ wojsk rosyjskich. Krótko przed upływem terminu Serbowie ostatecznie ustąpili i ostrzał osłabł. Był to początek końca oblężenia Sarajewa.
8 kwietnia 1995 amerykański samolot dostarczający pomoc dla miasta został ostrzelany przez siły serbskie. 24 maja ONZ nakazała Serbom oddalenie się od miasta na taką odległość, by nie mogli go ostrzeliwać.
Zdaniem Philippe’a Morillona, byłego komendanta UNPROFOR, muzułmańskie władze nie życzyły sobie przerwania oblężenia, gdyż informowanie o nim w mediach dobrze służyło ich celom politycznym i propagandzie. Podobną opinię zawierają dokumenty ONZ z 1994.

## Interwencja NATO

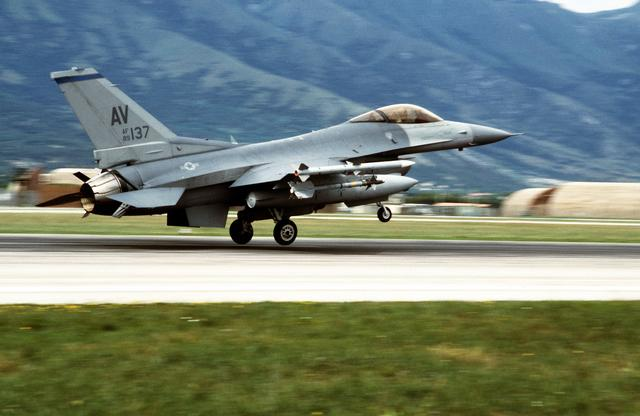
Samolot F-16 podczas lądowania po powrocie z misji w Bośni

W 1995 roku, po drugiej masakrze na rynku Markale, podczas której zabito 43 osoby, a 140 zostało rannych, siły międzynarodowe przystąpiły do działania. 30 sierpnia NATO i siły ONZ rozpoczęły ataki na serbskie pozycje wokół Sarajewa. Bombardowane były składy amunicji należące do Serbów bośniackich oraz inne cele militarne. Nasiliły się walki w terenie, w których uczestniczyły siły bośniackie i chorwackie. Serbowie powoli byli wypierani z Sarajewa, co ostatecznie pozwoliło ponownie uruchomić sieć centralnego ogrzewania, elektryczną i zaopatrzenia w bieżącą wodę. Do zawieszenia broni doszło w październiku 1995. 14 grudnia 1995 podpisano w Paryżu układ z Dayton, który przyniósł pokój i stabilizację. 22 grudnia tysiące Serbów opuściło okolice Sarajewa, zabierając ze sobą m.in. trumny ze zmarłymi. 29 lutego 1996, gdy siły serbskie ostatecznie opuściły rejon miasta, bośniacki rząd oficjalnie ogłosił zakończenie trwającego od 1992 roku oblężenia Sarajewa.

## Następstwa oblężenia

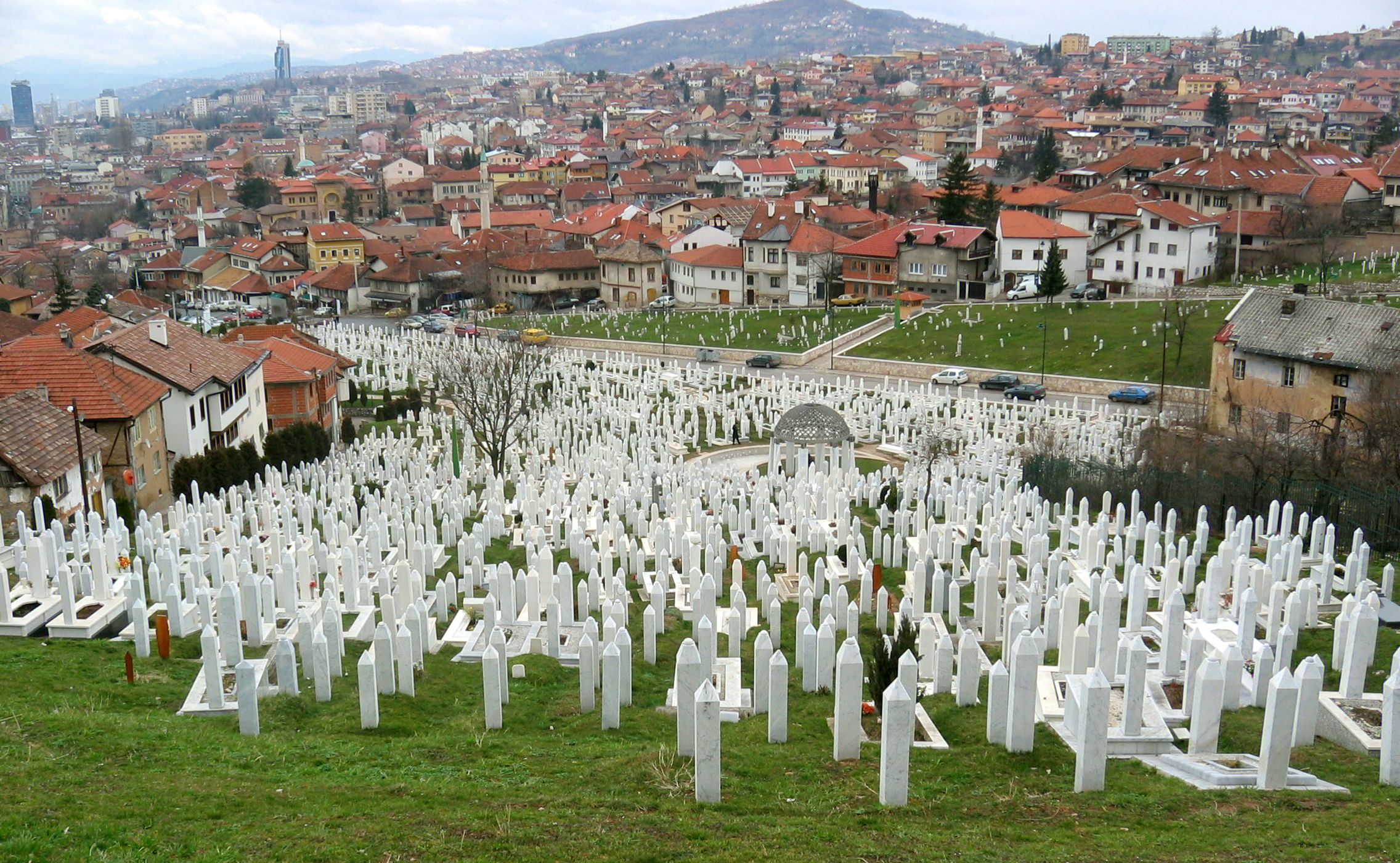
Cmentarz w centrum Sarajewa w dzielnicy Stari Grad (2009)

Podczas oblężenia duża liczba mieszkańców Sarajewa zginęła lub została ranna. Raport dotyczący łącznej liczby zabitych stwierdza, że w okresie 315 dni ogółem śmierć poniosły 2474 osoby, czyli średnio 8 osób dziennie. W przeciągu 306 dni rannych zostało 13 472 ludzi (średnio na dzień 44 rannych). Należy zauważyć, że rzeczywista liczba ofiar była prawdopodobnie większa (nie wszystkie ofiary były zgłaszane).
Szacuje się, że w mieście w czasie oblężenia zginęło lub zaginęło ok. 10 tys.osób. W gronie tym było ponad 1,5 tys. dzieci. Dodatkowo rannych zostało blisko 56 tys. osób, w tym prawie 15 tys. dzieci. W wyniku działań wojennych i migracji liczba mieszkańców miasta zmniejszyła się w roku 1995 o 36% w stosunku do rozpoczęcia oblężenia.

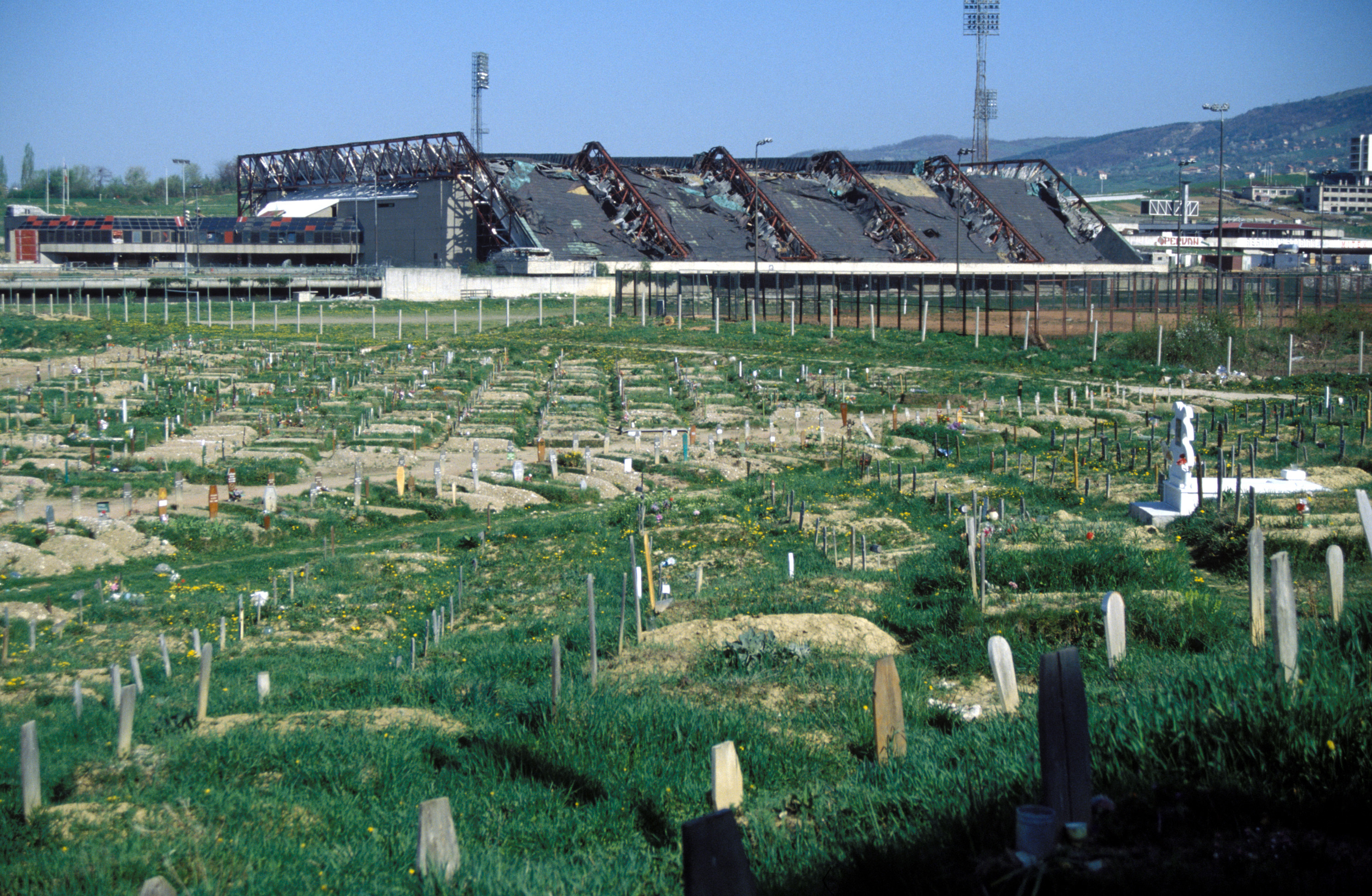
Rok 1995. Kompleks sportowy zamieniony na cmentarz. W tle hala Zetra oraz słupy oświetleniowe stadionu Koševo

Oblężenie Sarajewa wpłynęło na wszystkie sfery życia w mieście. UNICEF poinformował, że szacunkowo w stolicy Bośni i Hercegowiny do co najmniej 40% dzieci snajperzy oddali bezpośrednie strzały, 51% widziało zabitą osobę, 38% widziało zabitego co najmniej jednego członka rodziny, 19% dzieci było świadkiem masakry, 73% przeżyło ostrzał swojego domu, a aż 89% żyło w podziemnych schronach.
Ze względu na dużą liczbę ofiar w warunkach wojennych na terenie całego miasta, a także w jego okolicach powstawały prowizoryczne cmentarze. Do pochówku zmarłych wykorzystywano parki, tereny sportowe oraz inne wolne przestrzenie. Jednym z takich miejsc było boisko boczne stadionu Koševo, który był areną otwarcia zimowych igrzysk olimpijskich w roku 1984.
Oblężenie miało także wpływ na psychikę i przyszłość mieszkańców Sarajewa. Bośniacki rząd poinformował o gwałtownym wzroście liczby samobójstw wśród mieszkańców stolicy, podwojeniu liczby aborcji oraz 50% spadku liczby urodzeń.

## Zniszczenia

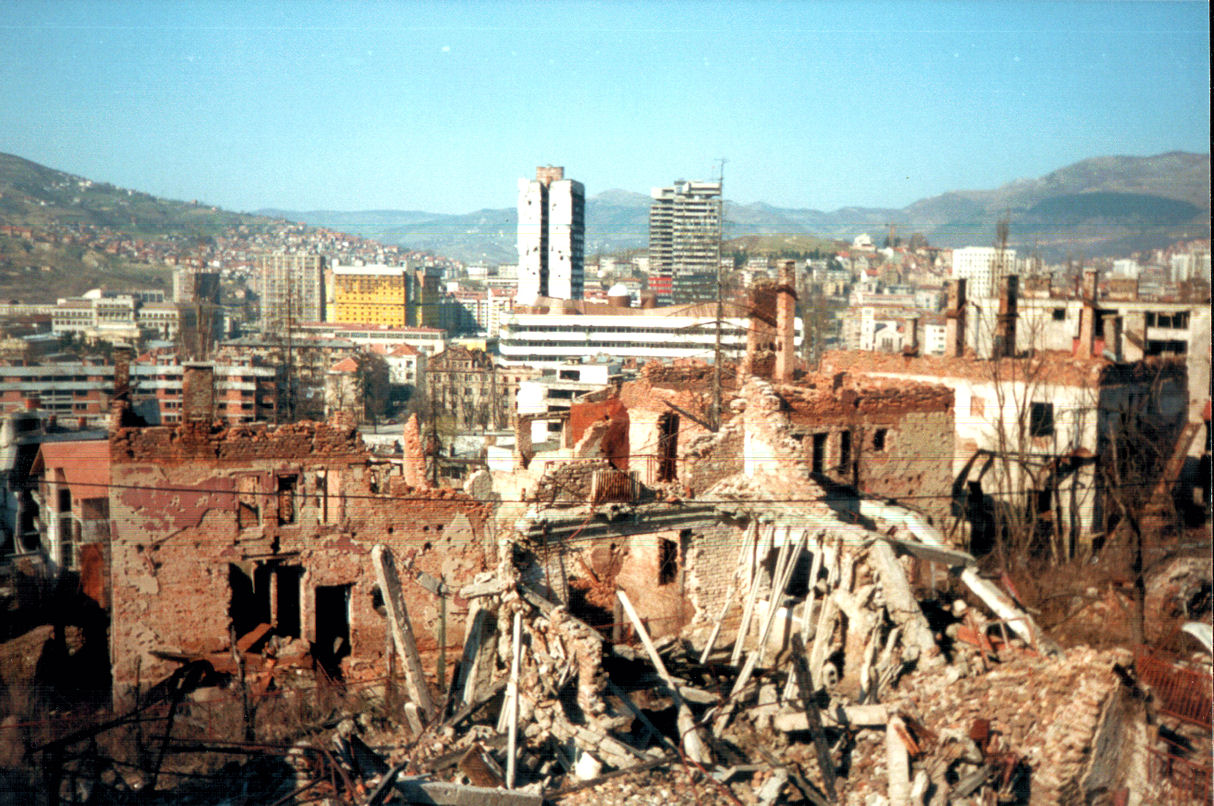
Panorama Sarajewa w 1997 roku

Wśród zniszczonych obiektów znalazły się szpitale, kompleksy medyczne, obiekty sportowe, pojazdy specjalne, jak np. karetki pogotowia, dobra kultury, w tym jedna z najbogatszych na świecie kolekcji oryginalnych rękopisów orientalnych. Bośniacki rząd szacuje, że ostrzał miasta spowodował całkowite zniszczenie około 100 tys. i zrujnowanie ponad 10 tys. mieszkań. 23% budynków w Sarajewie odniosło poważne uszkodzenia, 64% było częściowo zniszczonych, a 10% zostało nieznacznie uszkodzonych. Na temat uszkodzeń wypowiedział się też Komitet Rady Europy ds. Kultury i Edukacji, który stwierdził w swoim sprawozdaniu:

Jest sprawą oczywistą, że Sarajewo bardzo ucierpiało z rąk swoich napastników. Oprócz oczywistych kosztów ludzkich, takich jak cierpienie i trudności codziennego życia, poważnemu zniszczeniu uległa tkanka miejska. Uszkodzona jest infrastruktura (kanalizacja, elektryczność, usługi telefoniczne itp.). Większość budynków została w znacznym stopniu zniszczona, a prawdopodobnie wszystkie zostały w mniejszym lub większym stopniu uszkodzone. Niektóre obiekty zostały całkowicie zniszczone. Wśród nich znajdują się także obiekty zabytkowe oraz szereg nowoczesnych budynków. Ocenia się, że w przeciągu ostatnich lat zniszczonych zostało 35 tys. mieszkań.

Po zakończeniu działań wojennych Sarajewo podjęło się odbudowy i restauracji uszkodzonych budynków. Mimo iż w mieście panują obecnie dobre stosunki pomiędzy grupami etnicznymi, oblężenie przyniosło dramatyczne zmiany w strukturze populacji. Oprócz tysięcy uchodźców, którzy opuścili stolicę, wielu Serbów wyjechało do Republiki Serbskiej, co sprawiło, że odsetek Serbów w mieście zmniejszył się z ponad 30% w 1991 roku do ok. 10% w roku 2002. Serbska społeczność żyje dziś głównie w regionie Istočno Novo Sarajevo.
Nowe projekty oraz inwestycje zagraniczne sprawiły, że Sarajewo jest najszybciej rozwijającym się miastem byłej Jugosławii. W 2002 ludność miasta i aglomeracji wzrosła do 401 tys. W 2009 roku miasto i najbliższą okolicę zamieszkiwało ponad 423,5 tys. mieszkańców.

### Sarajewska róża

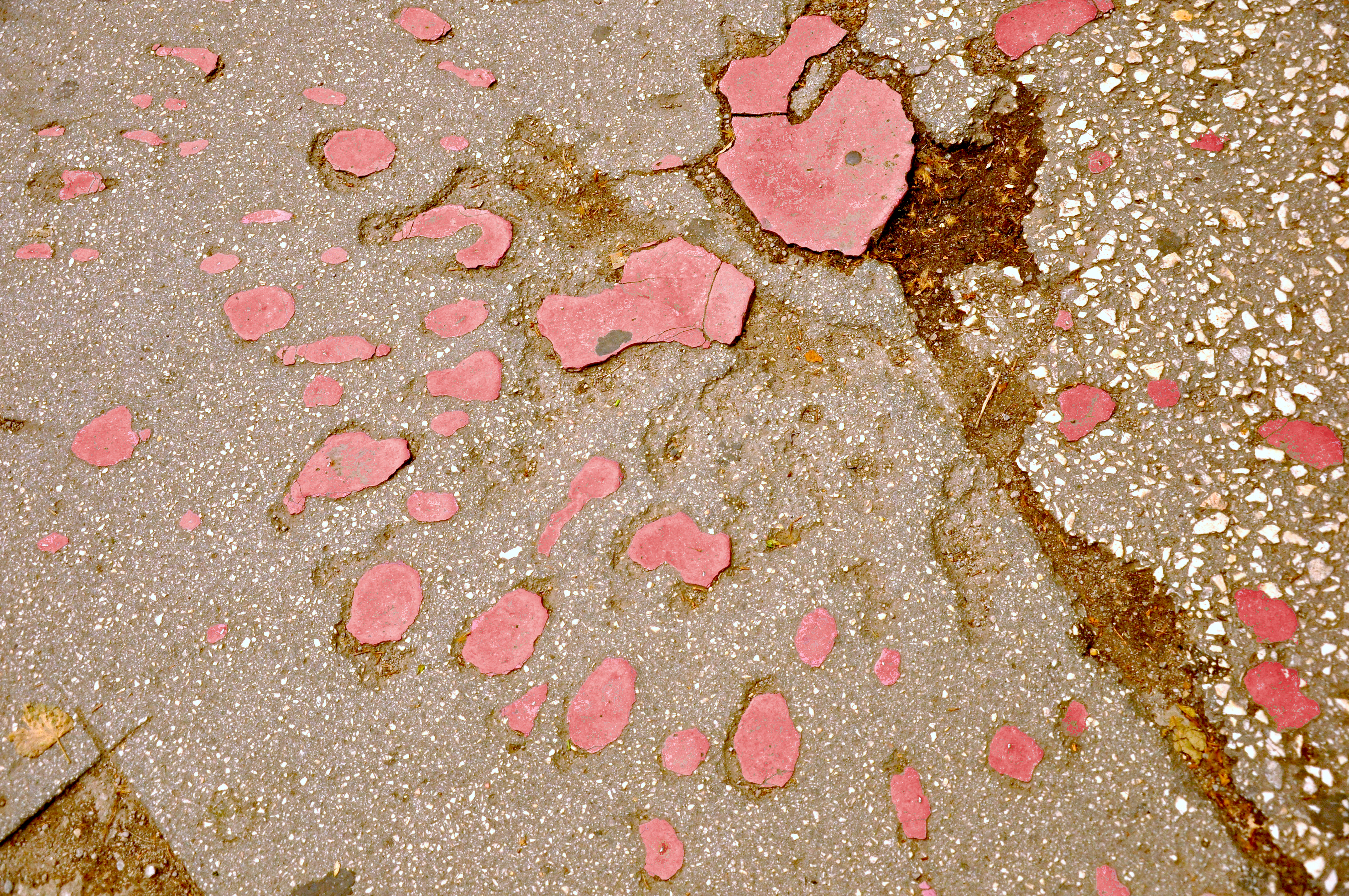
Sarajewska róża

Pozostałością po tamtych wydarzeniach są sarajewskie róże rozlokowane na terenie miasta. 
Podczas intensywnych walk miejskich prowadzonych na terenie Sarajewa tysiące pocisków moździerzowych spadło na teren miasta, pozostawiając w betonie ślad tworzący charakterystyczny podobny do kwiatu wzór. Po wojnie ślady po eksplozjach zostały wypełnione czerwoną żywicą w tych miejscach, gdzie wybuch pocisku spowodował jedną bądź więcej ofiar śmiertelnych.

## Wyrok Międzynarodowego Trybunału Karnego dla byłej Jugosławii
5 grudnia 2003 Międzynarodowy Trybunał Karny dla byłej Jugosławii skazał na dożywocie Stanislava Galicia za zbrodnie przeciwko ludzkości podczas oblężenia. Serbski generał Dragomir Milošević został uznany za winnego kampanii terroru skierowanej przeciwko ludności Sarajewa w okresie od sierpnia 1994 do końca grudnia 1995, w tym za drugą masakrę na rynku Markale. Skazano go na 33 lata więzienia.

## Oblężenie w kulturze masowej
- W 1994 roku Katarina Witt - niemiecka łyżwiarka figurowa, dwukrotna mistrzyni olimpijska, w tym zdobywczyni złotego medalu na Zimowych Igrzyskach Olimpijskich w Sarajewie w 1984 roku, zaprezentowała specjalny program łyżwiarski - hołd dla miasta pogrążonego w wojnie - do muzyki opartej na pacyfistycznej piosence Pete'a Seegera Where Have All The Flowers Gone?. Witt specjalnie w tym celu powróciła na sezon do sportu amatorskiego; na Zimowych Igrzyskach Olimpijskich w Lillehammer zajęła ostatecznie siódme miejsce, prezentując swój hołd jako ostatni program dowolny w konkurencji solistek.
- Do wydarzeń związanych z oblężeniem Sarajewa nawiązuje piosenka grupy U2 Miss Sarajevo, którą zespół nagrał wraz z producentem Brianem Eno w roku 1995 jako Passengers. W nagraniu piosenki wziął udział tenor Luciano Pavarotti[25]. Utwór ten został skomponowany przez lidera U2, Bono, zainspirowanego filmem dokumentalnym autorstwa dziennikarza Billa Cartera, który spędził pół roku w oblężonym mieście. Film pokazuje m.in. wybory Miss Sarajewa, które odbyły się w czasie oblężenia w roku 1993 w piwnicach miasta – konkurs ten wygrała Inela Nogić.
- Fabuła polskiego filmu akcji Psy 2. Ostatnia krew w reżyserii Władysława Pasikowskiego nawiązuje do oblężenia Sarajewa i szerzej – do wojny w byłej Jugosławii, a sam film dotyczy nielegalnego handlu bronią podczas tego konfliktu[26].
- Podczas oblężenia w mieście koncerty zagrali między innymi Bruce Dickinson w grudniu 1994 roku (uhonorowany za to 25 lat później tytułem honorowego obywatela Sarajewa[27]) oraz słoweński Laibach 20 i 21 listopada 1995 roku[28].
- Wkrótce po zakończeniu oblężenia, 23 września 1997 roku, na stadionie Koševo w Sarajewie odbył się koncert zespołu U2, który obejrzało 50 tys. widzów[29].
- Oblężone Sarajewo jest miejscem znacznej części fabuły polskiej powieści pt. Umrzeć w deszczu, której autorem jest Aleksander Sowa[30]. W książce pojawia się również opis ostrzału placu targowego Markale.
- Admira Ismić i Boško Brkić stali się bohaterami filmów dokumentalnych pt. Romeo i Julia z Sarajewa[11] oraz Sarajewo, moja miłość[31].
- Oparta na faktach powieść graficzna Faks z Sarajewa autorstwa Joego Kuberta opowiada o losach Ervina Rustemagicia, który wraz z rodziną przez półtora roku próbował wydostać się z oblężonego miasta. Pierwotnie wydana przez Dark Horse Comics w 1996 roku, polska edycja została wydana przez wydawnictwo Prószyński i S-ka w 2017 roku[32].
- Gra komputerowa This War of Mine jest inspirowana oblężeniem Sarajewa[33].
- Utwór „Bosnia” grupy The Cranberries nawiązuje do oblężenia Sarajewa oraz ogólnej sytuacji w Bośni.